# Landkreis Köln
Der Landkreis Köln (ab 1969 als Kreis Köln) war von 1816 bis 1974 ein Kreis im Regierungsbezirk Köln. Mit diesem gehörte er zunächst zur preußischen Provinz Jülich-Kleve-Berg, seit 1822 zur Rheinprovinz und seit 1946 zu Nordrhein-Westfalen. Das ehemalige Kreisgebiet gehört heute zum Rhein-Erft-Kreis und zur Stadt Köln.

## Nachbarkreise
Der Landkreis Köln grenzte zum Ende seines Bestehens 1974 an den Kreis Grevenbroich, an die kreisfreie Stadt Köln, an den Rheinisch-Bergischen Kreis, den Rhein-Sieg-Kreis sowie an die Kreise Euskirchen und Bergheim (Erft).

## Geschichte
Der Landkreis Köln entstand 1816 in der damaligen preußischen Provinz Jülich-Kleve-Berg aus den von 1798 bis 1814 zu Frankreich gehörenden Kantonen Brühl und Weiden im Arrondissement de Cologne im Département de la Roer sowie der rechtsrheinisch gelegenen Mairie Deutz, die zuvor zu dem 1806 bis 1814 französisch beherrschten Großherzogtum Berg beziehungsweise nach Abzug der französischen Truppen zum preußischen Generalgouvernement Berg gehört hatte und Teil des Kantons Mülheim am Rhein im Arrondissement Mülheim am Rhein des Départements Rhein gewesen war.

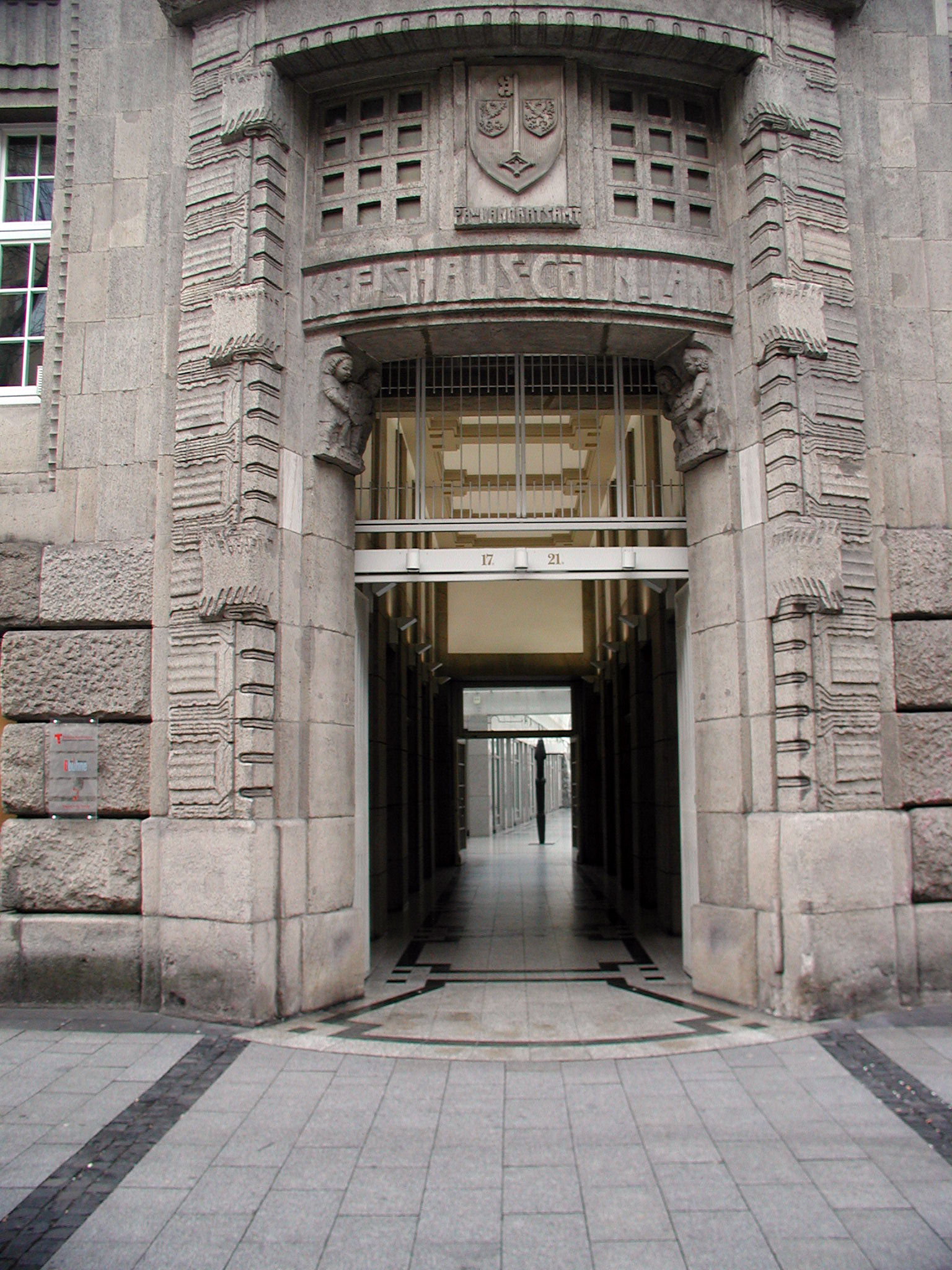
Eingang des ehemaligen Kreishausgebäudes in Köln

Der Landkreis Köln war zunächst in 13 Bürgermeistereien gegliedert:
- Bürgermeisterei Brühl, heute Stadt im Rhein-Erft-Kreis
- Bürgermeisterei Deutz, heute Teil von Köln
- Bürgermeisterei Efferen, heute Teil von Hürth und von Köln
- Bürgermeisterei Frechen, heute Stadt im Rhein-Erft-Kreis
- Bürgermeisterei Freimersdorf, heute Teil von Pulheim
- Bürgermeisterei Hürth, heute Stadt im Rhein-Erft-Kreis
- Bürgermeisterei Lövenich, heute Teil von Köln und von Frechen
- Bürgermeisterei Longerich, heute Teil von Köln
- Bürgermeisterei Müngersdorf, heute Teil von Köln
- Bürgermeisterei Pulheim, heute Stadt im Rhein-Erft-Kreis
- Bürgermeisterei Rondorf, heute Teil von Köln
- Bürgermeisterei Stommeln, heute Teil von Pulheim
- Bürgermeisterei Worringen, heute Teil von Köln

Mit der Einführung der Gemeindeordnung für die Rheinprovinz von 1845 wurden die Bürgermeistereien des Landkreises teilweise in mehrere Gemeinden untergliedert.

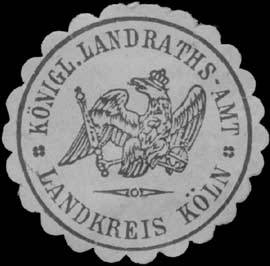
Siegelmarke Königl. Landraths-Amt – Landkreis Köln

Deutz erhielt 1857 die Rheinische Städteordnung. Kalk, Poll und Vingst bildeten seitdem die Bürgermeisterei Deutz-Land, deren Name 1867 in Bürgermeisterei Kalk geändert wurde. Die Ortschaften Ehrenfeld und Subbelrath wurden 1867 in der Bürgermeisterei Müngersdorf zu einer eigenen Gemeinde Ehrenfeld zusammengefasst. Die neue Gemeinde erhielt 1879 die Rheinische Städteordnung und wurde damit zu einer eigenen Bürgermeisterei erhoben. Kalk erhielt 1881 ebenfalls die Rheinische Städteordnung. Die Gemeinden Poll und Vingst bildeten seitdem die Bürgermeisterei Kalk-Land. In der Bürgermeisterei Longerich wurden die Ortschaften Nippes, Mauenheim und Riehl am 1. Januar 1886 zu einer eigenen Gemeinde Nippes zusammengefasst. Zum 1. Januar 1887 wurde die Gemeinde Nippes aus der Bürgermeisterei Longerich ausgegliedert und zu einer eigenen Bürgermeisterei erhoben.
Vor den großen Eingemeindungen des Jahres 1888 besaß der Landkreis Köln die folgende Verwaltungsgliederung:
| Bürgermeisterei | Gemeinden                                                    |
| --------------- | ------------------------------------------------------------ |
| Brühl           | Badorf, Berzdorf, Brühl, Kierberg, Schwadorf, Vochem         |
| Deutz           | Deutz                                                        |
| Efferen         | Efferen, Kriel, Stotzheim                                    |
| Ehrenfeld       | Ehrenfeld                                                    |
| Frechen         | Bachem, Buschbell, Frechen                                   |
| Freimersdorf    | Freimersdorf                                                 |
| Hürth           | Berrenrath, Fischenich, Gleuel, Hermülheim, Hürth, Kendenich |
| Kalk-Stadt      | Kalk                                                         |
| Kalk-Land       | Poll, Vingst                                                 |
| Lövenich        | Lövenich                                                     |
| Longerich       | Longerich                                                    |
| Müngersdorf     | Müngersdorf                                                  |
| Nippes          | Nippes                                                       |
| Pulheim         | Geyen, Pulheim                                               |
| Rondorf         | Rondorf                                                      |
| Stommeln        | Sinnersdorf, Stommeln                                        |
| Worringen       | Worringen                                                    |

Am 1. April 1888 wurden die Bürgermeistereien Deutz, Ehrenfeld, Longerich, Müngersdorf und Nippes, die Gemeinden Kriel und Poll sowie aus der Bürgermeisterei Rondorf die Ortschaften Bayenthal, Klettenberg, Marienburg, Raderberg, Raderthal und Zollstock in die Stadt Köln eingemeindet. Am 1. April 1910 wurden auch die Stadt Kalk und die Gemeinde Vingst in die Stadt Köln eingemeindet. Im gleichen Jahr erhielt Brühl die Rheinische Städteordnung. Die Gemeinden Badorf, Berzdorf, Kierberg, Schwadorf und Vochem bildeten seitdem die Bürgermeisterei Brühl-Land.
1922 wurde der größte Teil von Worringen in die Stadt Köln eingemeindet. Ein kleiner Teil kam an die Stadt Dormagen im damaligen Landkreis Neuß. Die beiden Gemeinden Bachem und Buschbell wurden 1927 nach Frechen eingemeindet. Die Gemeinde Freimersdorf wurde 1928 in Brauweiler umbenannt. Wie in der gesamten Rheinprovinz wurden am 1. Januar 1928 die Bürgermeistereien in Ämter überführt.
Berrenrath, Fischenich, Gleuel, Hermülheim, Hürth und Kendenich wurden 1930 zur neuen Gemeinde Hürth zusammengeschlossen. Badorf, Kierberg, Schwadorf und Vochem wurden 1932 in die Stadt Brühl eingemeindet. Im gleichen Jahr wechselten Keldenich und Wesseling aus dem Landkreis Bonn in den Landkreis Köln. Die beiden Gemeinden bildeten zusammen mit Berzdorf das neue Amt Wesseling. Am 1. Oktober 1933 wurden Efferen und Stotzheim nach Hürth eingemeindet. Die Gemeinde Brauweiler wurde 1934 in das Amt Lövenich eingegliedert. Im gleichen Jahr wurde das Amt Stommeln in das Amt Pulheim eingegliedert. Keldenich wurde 1935 nach Wesseling eingemeindet. Das Amt Lövenich wurde 1937 in Amt Weiden umbenannt.
Frechen erhielt 1951 die Stadtrechte. Im gleichen Jahr wurde das Amt Weiden aufgehoben, wodurch Brauweiler und Lövenich amtsfreie Gemeinden wurden. Die Gemeinde Stommeln schied 1953 aus dem Amt Pulheim aus und wurde amtsfrei. Die aus der gleichnamigen Bürgermeisterei hervorgegangene Gemeinde Rondorf wurde 1961 in Gemeinde Rodenkirchen umbenannt, da Rodenkirchen inzwischen zum Hauptort geworden war. Im selben Jahr wurde Berzdorf nach Wesseling eingemeindet. Am 1. Januar 1964 wurden Geyen nach Brauweiler eingemeindet und das Amt Pulheim aufgelöst. Pulheim und Sinnersdorf wurden dadurch amtsfreie Gemeinden.
Am 1. Oktober 1969 wurde der Landkreis Köln in Kreis Köln umbenannt. Die Gemeinde Wesseling erhielt 1972 die Stadtrechte.
Im November 1963 hatte die Kreisverwaltung, die seit 1816 in Köln residierte, beschlossen, ihren Sitz in einen zu errichtenden Neubau nach Hürth zu verlegen. Dieser konnte im September 1974 nach Überwindung einiger Widerstände in der Planungsphase abgeschlossen werden. Dennoch wurde noch im November des gleichen Jahres vorgesehen, dass der Sitz des zukünftigen Erftkreises Bergheim werden und die Verwaltung auf beide Standorte aufgeteilt werden sollte. Der Kreis Köln umfasste zuletzt drei Städte und sieben weitere Gemeinden:
1. Brauweiler
2. Brühl (Stadt)
3. Frechen (Stadt)
4. Hürth
5. Lövenich
6. Pulheim
7. Rodenkirchen
8. Sinnersdorf
9. Stommeln
10. Wesseling (Stadt)

Durch das Köln-Gesetz kam es mit Wirkung vom 1. Januar 1975 zu einer grundlegenden Gemeindereform und zur Auflösung des Kreises Köln:
- Die Gemeinde Brauweiler wurde aufgelöst. Der Ortsteil Widdersdorf kam zur Stadt Köln, der Ortsteil Neufreimersdorf zur Stadt Frechen und alle übrigen Ortsteile zur Gemeinde Pulheim.
- Die Gemeinde Lövenich wurde aufgelöst. Der Ortsteil Königsdorf kam zur Stadt Frechen und alle übrigen Ortsteile zur Stadt Köln.
- Die Gemeinde Rodenkirchen wurde in die Stadt Köln eingegliedert und bildet im Wesentlichen den heutigen Stadtbezirk Rodenkirchen.
- Die Gemeinde Sinnersdorf wurde aufgelöst. Die Ortsteile Auweiler, Esch sowie Pesch kamen zur Stadt Köln und die Ortsteile Sinnersdorf sowie Orr zur Gemeinde Pulheim.
- Die Gemeinde Stommeln wurde in die Gemeinde Pulheim eingegliedert.
- Die Stadt Wesseling wurde in die Stadt Köln eingegliedert.
- Der Kreis Köln wurde aufgelöst. Brühl, Frechen, Hürth und Pulheim wurden mit Bedburg, Bergheim, Elsdorf und Kerpen aus dem ebenfalls aufgelösten Kreis Bergheim sowie mit Erftstadt aus dem Kreis Euskirchen zum neuen Erftkreis zusammengefasst, der seit 2003 Rhein-Erft-Kreis heißt.[11]

Der Erftkreis, in den am 1. Juni 1976 durch das Wesseling-Gesetz auch die wieder aus Köln ausgegliederte Stadt Wesseling eingegliedert wurde, trat die Rechtsnachfolge des Kreises Köln an.

## Einwohnerentwicklung
| Jahr | Einwohner |
| ---- | --------- |
| 1816 | 029.714   |
| 1828 | 035.495   |
| 1880 | 121.795   |
| 1890 | 066.210   |
| 1900 | 085.293   |
| 1910 | 077.664   |
| 1925 | 092.677   |
| 1939 | 114.766   |
| 1950 | 147.310   |
| 1960 | 191.400   |
| 1970 | 253.900   |
| 1973 | 276.400   |

## Politik

### Ergebnisse der Kreistagswahlen ab 1946
In der Liste werden nur Parteien und Wählergemeinschaften aufgeführt, die mindestens zwei Prozent der Stimmen bei der jeweiligen Wahl erhalten haben.
| Jahr | SPD  | CDU  | FDP  | BHE  | KPD   |
| ---- | ---- | ---- | ---- | ---- | ----- |
| 1946 | 34,6 | 55,4 |      |      | 09,98 |
| 1948 | 42,5 | 42,6 | 04,1 |      | 09,4  |
| 1952 | 39,9 | 41,4 | 09,9 | 03,8 | 04,96 |
| 1956 | 45,3 | 52,5 | 06,6 | 04,0 |       |
| 1961 | 39,3 | 50,9 | 09,8 |      |       |
| 1964 | 43,9 | 48,7 | 07,4 |      |       |
| 1969 | 46,6 | 45,3 | 07,9 |      |       |

### Landräte
An der Spitze des Kreises (Kreistag und Verwaltung) stand ein Landrat. Die britische Besatzung verordnete nach dem Zweiten Weltkrieg eine Aufteilung. An der Spitze des Kreistages stand nun ein ehrenamtlicher vom Kreistag gewählter Landrat. An der Spitze der Verwaltung stand nun bis 1975 ein Oberkreisdirektor als Wahlbeamter.
- 1816–1835: Gottfried Gymnich
- 1835–1836: Kaspar von Solemacher
- 1836–1867: Hermann Joseph Simons
- 1867–1868: Hugo Carl Forst (vertretungsweise)
- 1868–1884: Carl von Wittgenstein
- 1884:–9999 NN. Esser (vertretungsweise)
- 1884–1885: Eugen von Steinmann (auftragsweise)
- 1885–1887: Franz von Nesselrode-Ehreshoven
- 1887–1902: Franz von Dreyse
- 1902:–9999 Emil von Wülfing (vertretungsweise)
- 1902–1920: Joseph Minten
- 1920–1933: Philipp Heimann
- 1933–1945: Heinrich Loevenich
- 1945–1946: Werner Disse
- 1946–1947: Anton Knülle mit Erlass der neuen Gemeindeordnung, 1. April 1946, erster gewählter Landrat
- 1947–1948: Johannes Wolff
- 1948–1952: Josef Scheuren
- 1952–1956: Max Nagel
- 1956–1961: Toni Lux
- 1961–1969: Joseph Hürten
- 1969–1974: Matthias Fischer[20]

### Oberkreisdirektoren
- 1946–0000 Werner Disse (April 1946 bis zu seiner Pensionierung am 1. Juli 1946)
- sieben Monate unbesetzt
- 1947–1950 Josef M. Koch
- sieben Monate unbesetzt
- 1950–1962 Willy Genrich
- 1962–1974 Karlheinz Gierden

## Kfz-Kennzeichen
Am 1. Juli 1956 wurde dem damaligen Landkreis bei der Einführung der bis heute gültigen Kfz-Kennzeichen das Unterscheidungszeichen K zugewiesen. Zur Unterscheidung von der Stadt Köln waren die Kennzeichen des Kreises zwei- bis fünfstellig, also ein Buchstabe und bis zu vier Ziffern oder zwei Buchstaben und bis zu zwei Ziffern. Die Kennzeichen behielten ihre Gültigkeit auch nach Ende des Kreises Köln.